# Chlorophytum micranthum
Chlorophytum micranthum är en sparrisväxtart som beskrevs av John Gilbert Baker. Chlorophytum micranthum ingår i släktet ampelliljor, och familjen sparrisväxter. Inga underarter finns listade i Catalogue of Life.